# Riolu et Lucario
Riolu (リオル, Riolu, dans les versions originales en japonais) et son évolution Lucario (ルカリオ, Rukario) sont deux espèces de Pokémon de quatrième génération.
Lucario apparaît pour la première fois dans le film : « Lucario et le mystère de Mew » et est entre-aperçu dans l'ouverture de la 8e saison de l'anime en anglais. Ce Pokémon a servi le Seigneur Aaron pendant une bataille (il est également aperçu dans les versions de Pokémon Diamant et Perle, l'homme qui donne l'œuf de Riolu au joueur ressemble étrangement au « Seigneur Aaron »).
En apparence, Riolu ressemble à un petit louveteau, tandis que Lucario ressemble beaucoup à un loup-humanoïde dû à ses similitudes avec un homme. Ils sont tous deux inspirés du dieu égyptien Anubis.

## Date de naissance
Lucario est apparu pour la première fois (d'après Super Smash Bros Brawl) en 2006

### Conception graphique
Lucario est doté d'un trait noir qui rappelle une ceinture de judo

### Étymologie
Riolu est issu de la première et de la dernière syllabe de son évolution Lucario (Lucario), qui lui vient du mot Orichalcum (Orichalque), un métal mythique et alliage métallique légendaire, en inversant l'ordre des lettres, ou d’Oracle (en rapport à ses capacités liées à l'aura). Son nom peut également venir de lupaster (de son nom complet canis aureus lupaster, le loup d’Égypte), du Caire, de Pharaoh (anglais pour pharaon), ou Lykos (loup en grec).

## Description

### Riolu
Riolu est bipède. Son apparence est similaire à celle de sa forme évoluée Lucario, mais il n'y a que très peu de différences. Ses jambes et son torse sont de couleur noire tandis que sa tête, le bas de son corps et sa queue sont bleus. Il a deux grandes bosses arrondies sur ses pattes avant, placées d'une manière similaire aux pointes de Lucario. Riolu possède aussi un "masque" noir avec deux grandes oreilles noires de chaque côté ainsi que des yeux rouges.
Riolu a la particularité d'être rapide et inépuisable bien qu'il possède un petit corps maigre et fragile. Il perçoit lui aussi l'aura, qui en l'intensifiant lui permet de partager ses émotions, de distinguer celle des autres, de communiquer ou d'avertir ses semblables d'un danger qui le menace. Riolu mesure 0,7 mètre et pèse 20,2 kilogrammes.

### Lucario
Lucario est bipède, il ressemble beaucoup à un loup et possède 4 pattes. Ses pattes avant sont noires et ont une petite pointe blanche sur chaque bras qui sont sur le côté supérieur de ses poignets. En outre, il y a une troisième pointe sur sa poitrine. Lucario a un grand nez et de grandes oreilles. Son torse est velu et jaune, avec un pique au centre et ses cuisses ont une forme similaire à un short bleu. Lucario perçoit les auras que dégagent les êtres vivants, qu'ils soient humains, Pokémon ou végétaux. En analysant celle-ci, il peut deviner les pensées, caractères et mouvements des autres. Vaillant au combat, il attaque avec ses robustes poings métalliques, mais peut aussi manipuler l'aura pour exécuter l'attaque « Aurasphère » (Aura Sphere). Lucario mesure 1,2 mètre et pèse 54 kilogrammes. Son aura est tellement puissant qu'il peut voir les yeux fermés.
Lucario peut évoluer en Méga-Lucario, si son dresseur lui donne une Lucarîte.

## Apparition

### Jeux vidéo
Riolu et Lucario apparaissent dans la série de jeux vidéo Pokémon. D'abord en japonais, puis traduits en plusieurs autres langues, ces jeux ont été vendus à plus de 200 millions d'exemplaires à travers le monde.
Lucario apparait dans le jeu Super Smash Bros. Brawl sur Wii. Pour le débloquer, il faut soit jouer 100 matches en mode Brawl, soit terminer le mode « Smash dans le Mille » dans tous les niveaux de difficulté, ou soit qu'il se joigne à l'équipe de joueur dans « l'Émissaire Subspatial », le mode Aventure du jeu. Il réapparaît également dans Super Smash Bros. for Nintendo 3DS / for Wii U sur Nintendo 3DS et Wii U et dans Super Smash Bros. Ultimate sur Nintendo Switch.
Lucario fait partie du premier lot de figurines de la technologie de communication en champ proche pour Pokémon Rumble U.

### Série télévisée et films
La série télévisée Pokémon ainsi que les films sont des aventures séparées de la plupart des autres versions de Pokémon et mettent en scène Sacha en tant que personnage principal. Sacha et ses compagnons voyagent à travers le monde Pokémon en combattant d'autres dresseurs Pokémon. Lucario est présent dans plusieurs films, comme Lucario et le mystère de Mew.

## Réception
Sa peluche est un best-seller au site Pokemon Center.
Il a été décidé de lui donner une méga-évolution car il était très populaire auprès des fans.